# Peter Broeker
Peter Broeker (Hamilton, Ontario, 15 mei 1929 – Pointe-Claire, Quebec, 4 november 1980) was een Formule 1-coureur uit Canada. Hij reed 1 Grand Prix; de Grand Prix Formule 1 van de Verenigde Staten van 1963 voor het team Stebro.